# Karnaf
Il karnaf (o karnef), è la scaglia triangolare di legno che fuoriesce dal tronco di palma, corrisponde alla parte iniziale dei rami.
Il karnaf è utilizzato nella realizzazione dei solai, appoggiando gli elementi con una disposizione a lisca di pesce sulle travi in legno di palma, opportunamente distanziate.
Tecnica costruttiva utilizzata a Figuig, città che si trova nella regione orientale del Marocco.